# West Mifflin, Pennsylvania
West Mifflin là một thị trấn thuộc quận Allegheny, tiểu bang Pennsylvania, Hoa Kỳ. Năm 2010, dân số của thị trấn này là 20313 người.